# Mohamed Rašván
Mohamed Alí Ahmed Rašván (* 16. ledna 1956) je bývalý egyptský zápasník–judista, stříbrný olympijský medailista z roku 1984.

## Sportovní kariéra
Vyrůstal v Alexandrii, kde navštěvoval místní YMCA klub a věnoval se různým druhům sportu, především basketbalu. Judu se začal věnovat okolo roku 1973 a v prvních letech se připravoval po evropských kampech. V roce 1975 strávil několik týdnů v Československu. V druhé polovině sedmdesátých let se v rámci podpůrných programů dostal do Japonska, kde se připravoval na univerzitě Takushoku Daigaku v Tokiu pod vedením Kanea Iwacuriho. Pod vedením Iwacuriho se postupně vypracoval v přední světovou těžkou váhu. V roce 1980 přišel o účast na olympijských hrách v Moskvě kvůli bojkotu her Egyptským olympijským výborem.
V roce 1984 startoval na olympijských hrách v Los Angeles pouze v disciplíně bez rozdílu vah a po dobrém nalosování se dostal do finále, ve kterém se utkal s fenomenálním Japoncem Jasuhirem Jamašitou. Finálový zápas, který se zapsal do olympijských dějin, začal aktivně výpadem o-soto-gari, ale vzápětí byl Jamašitou kontrován a v boji na zemi se nechal chytit do držení. Získal stříbrnou olympijskou medaili. Finálový zápas měl však dohru. Japonec Jamašita utrpěl během turnaje svalové zranění a ve finále sotva stál na nohou. Rašván se po finále vyjádřil slovy, že šel do zápasu se záměrem neútočit na zraněnou Jamašitovu nohu, čím si získal sympatie a později mu byla udělena cena fair play organizací UNESCO. Samotný záznam finálového zápasu však ukázal opak, protože svůj první výpad směřoval na zraněnou Jamašitovu nohu. Jeho po zápasové gesto však bylo upřímné a do velké míry ovlivněné jeho japonským trenérem Iwacurim. Iwacuri se po olympijských hrách v Los Angeles stal reprezentačním trenérem Egypta.
V roce 1988 startoval na olympijských hrách v Soulu a obsadil 7. místo, když nestačil na Japonce Hitošiho Saitó. Sportovní kariéru ukončil v roce 1992. Věnuje se trenérské, rozhodcovské a funkcionářské práci. V roce 2008 startoval na olympijských hrách v Pekingu jako rozhodčí.

## Výsledky

### Váhové kategorie
| Turnaj            | 1979       | 1980       | 1981       | 1982       | 1983       | 1984       | 1985       | 1986       | 1987       | 1988       | 1989       |
| Turnaj            | 23         | 24         | 25         | 26         | 27         | 28         | 29         | 30         | 31         | 32         | 33         |
| Turnaj            | těžká váha | těžká váha | těžká váha | těžká váha | těžká váha | těžká váha | těžká váha | těžká váha | těžká váha | těžká váha | těžká váha |
| ----------------- | ---------- | ---------- | ---------- | ---------- | ---------- | ---------- | ---------- | ---------- | ---------- | ---------- | ---------- |
| Olympijské hry    |            | —          |            |            |            | —          |            |            |            | 7.         |            |
| Mistrovství světa | úč.        |            | úč.        |            | 7.         |            | 5.         |            | 2.         |            | 5.         |

### Bez rozdílu vah
| Turnaj            | 1979 | 1980 | 1981 | 1982 | 1983 | 1984 | 1985 | 1986 | 1987 | 1988 | 1989 |
| Turnaj            | 23   | 24   | 25   | 26   | 27   | 28   | 29   | 30   | 31   | 32   | 33   |
| ----------------- | ---- | ---- | ---- | ---- | ---- | ---- | ---- | ---- | ---- | ---- | ---- |
| Olympijské hry    |      | —    |      |      |      | 2.   |      |      |      |      |      |
| Mistrovství světa | úč.  |      | úč.  |      | 5.   |      | 2.   |      | 5.   |      | úč.  |